# Agrostis neglecta
Agrostis neglecta é uma espécie de gramínea do gênero Agrostis, pertencente à família Poaceae.